# SGLT2
Le SGLT2 « sodium/glucose cotransporteur 2 » est une protéine permettant la réabsorption du glucose par le tubule rénal proximal.

## Régulation
Son expression semble être augmentée dans le diabète de type 2.

## Génétique
Son gène est le SLC5A2 (solute carrier family 5 (sodium/glucose cotransporter)), appelé aussi SGLT2 et est situé sur le chromosome 16 humain.
Plusieurs mutations de ce gène ont été décrites, entraînant, même à l'état hétérozygote une augmentation de la glycosurie (taux de sucre dans les urines).

## Cible thérapeutique
L'inhibition du SGLT2 entraîne une augmentation de la glycosurie et constitue l'une des manières de traiter le diabète de type 2.